# T. B. Joshua
Temitope Joshua Balogun, comunemente denominato T. B. Joshua (Arigidi, 12 giugno 1963 – Lagos, 5 giugno 2021), è stato un pastore protestante nigeriano.

## Biografia
È stato il fondatore della Synagogue, Church Of All Nations (SCOAN), un'organizzazione cristiana con sede a Lagos, in Nigeria.
È stato un pastore e profeta cristiano evangelico, fondatore del canale televisivo nigeriano "Emmanuel TV", la più grande e diffusa Televisione satellitare cristiana  in inglese dell'Africa (con sede a Lagos, in Nigeria, e con il centro playout in Johannesburg, Sudafrica), che trasmette in tutto il continente così come in Europa, nel Nord America e Centro America.
Il motto del canale Emmanuel TV è Cambiando vite, cambiando le nazioni, cambiando il mondo. T. B. Joshua  donò molti televisori nelle carceri e negli ospedali in modo da rendere possibile anche a loro di guardare le trasmissioni televisive di Emmanuel TV.